# Храм Успения Пресвятой Богородицы (Томск)
Храм Успения Пресвятой Богородицы (Успенская церковь) — старообрядческий православный храм в городе Томске, кафедральный храм Томско-Енисейской епархии Русской православной старообрядческой церкви. Памятник архитектуры регионального значения.

## История
Первая старообрядческая церковь в Томске существовала в конце XVIII — начале XIX века на берегу реки Томь возле Богоявленской церкви, но она была разрушена при царе Николае I.
В 1884 году в Томске начал действовать старообрядческий молитвенный дом. В 1907 года старообрядческая община города получила государственную регистрацию. В 1909 году начато строительство нового храма на Алексее-Александровской улице (ныне улица Яковлева). Его освящение совершил 22 сентября 1913 года епископ Томско-Алтайский Иоасаф (Журавлёв). Настоятелем храма был отец Трифон Сухов. В 1920 году отец Трифон принимает монашество с именем Тихон и поставлен епископом Томско-Алтайским, а этот храм становится его кафедральным собором. С апреля 1932 года владыка Тихон скрывался в старообрядческих скитах в Нарымской тайге. В 1933 году арестован и приговорен к семи годам лагерей. 26 ноября 1937 года вновь арестован и приговорён тройкой к высшей мере наказания по статье 58-10. Расстрелян 15 декабря 1937 года.
С гибелью владыки Тихона старообрядческая Томская епархия пресеклась, но храм продолжал действовать. В 1941—1944 год Успенскую церковь временно закрыли и использовали как склад. В дальнейшие советские годы храм был единственной действующей старообрядческой церковью в Томской области.
Начиная с мая 2003 года проводился капитальный ремонт храма, завершённый в 2010-х годах. С 2015 года Успенская церковь стала кафедральным собором возрождённой старообрядческой Томской епархии.

## Архитектура
Деревянное пятиглавое здание в русском стиле с трапезной и шатровой колокольней. Архитектура храма близка к образцовому проекту.